# オニオンリング
オニオンリング (onion ring) は、アメリカ、カナダ、イギリス、アイルランド、オーストラリア、ニュージーランド、南アフリカ、およびアジア、ヨーロッパ本土、ラテンアメリカの一部で一般的に見られる前菜または副食の一種である。
一般的に輪切りされたタマネギからなり、バッター液またはパン粉に浸したうえで揚げられる。バリエーションとしてペースト状のタマネギで作られたものがある。通常、オニオンリングは副食として提供されるが、しばしば単独で食べられる。また、調理の過程では、タマネギのプロパンチアールオキサイドが甘い香りがするビスプロペニルジスルフィドに分解される。これが、オニオンリングがほのかに甘い味がする原因である。

## 歴史
オニオンリングの正確な起源は不明だが、タマネギを牛乳と小麦粉に浸して揚げたレシピは、『ニューヨーク・タイムズ・マガジン』の1933年のクリスコの広告に掲載されていた。 
また1910年1月13日、フレンチフライドオニオンのレシピがニューヨークのミドルタウンのデイリータイムズに掲載された可能性もある。ただしこれはレシピの創始者であるとは主張していない。 
オニオンリングを発明したと主張するひとつに、1920年代初頭にテキサス州オーククリフで設立されたKirby's Pig Standというレストランチェーンがある。1940年代の全盛期には全米で100か所以上の店舗があり、テキサストーストの創始者であるとも主張している。 
1802年のJohn Mollardの料理本「The Art of Cookery Made Easy and Refined」の152ページには、「フライドオニオンのパルメザンチーズ添え」というレシピが含まれている。レシピでは、タマネギを半円状のリングに切り、小麦粉、クリーム、塩、コショウ、パルメザンチーズで作ったバッター液に浸し、ラードで揚げると指南している。さらに、溶かしバターとマスタードで作ったソースを添えることも提案している。

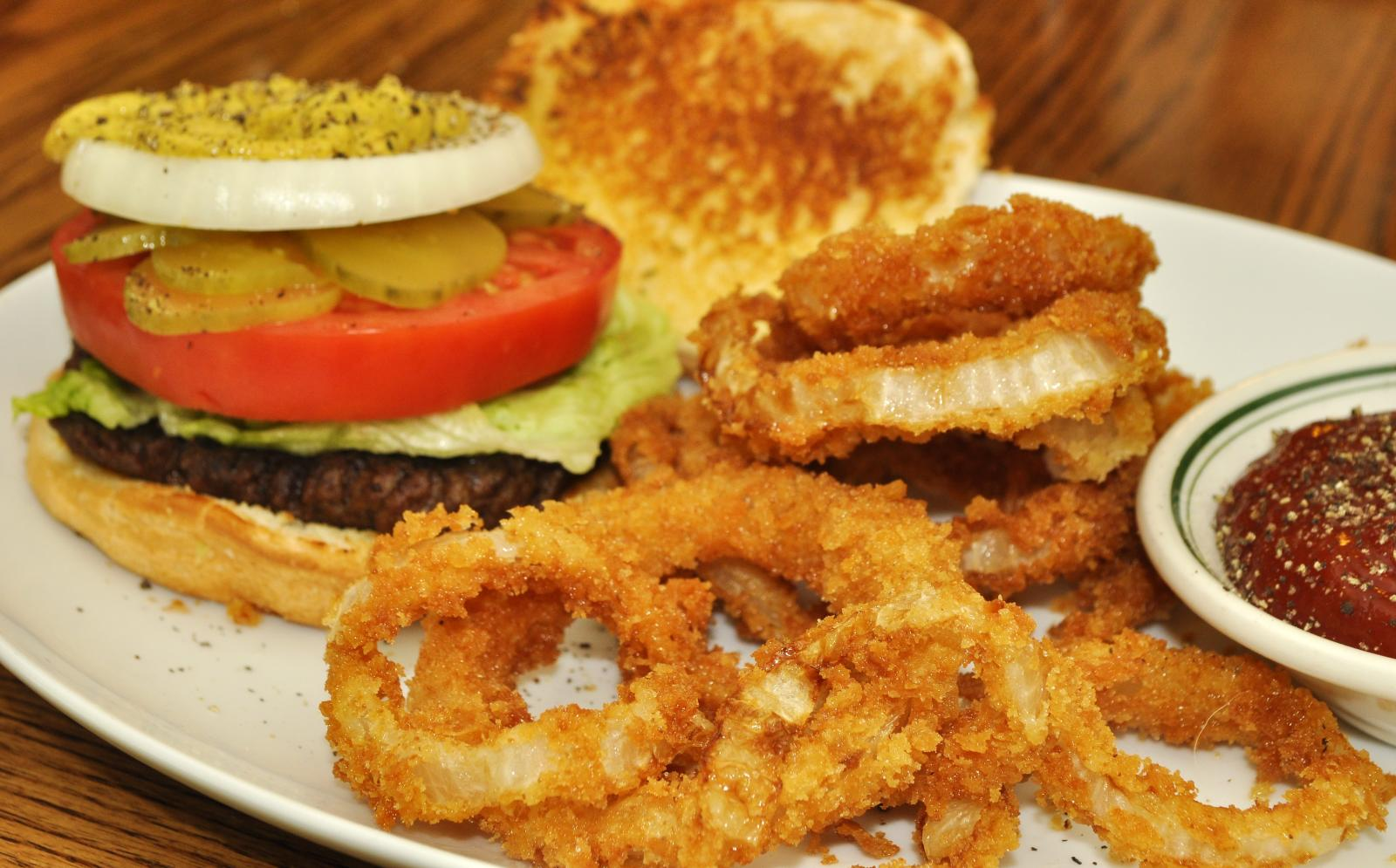
ハンバーガーとオニオンリング
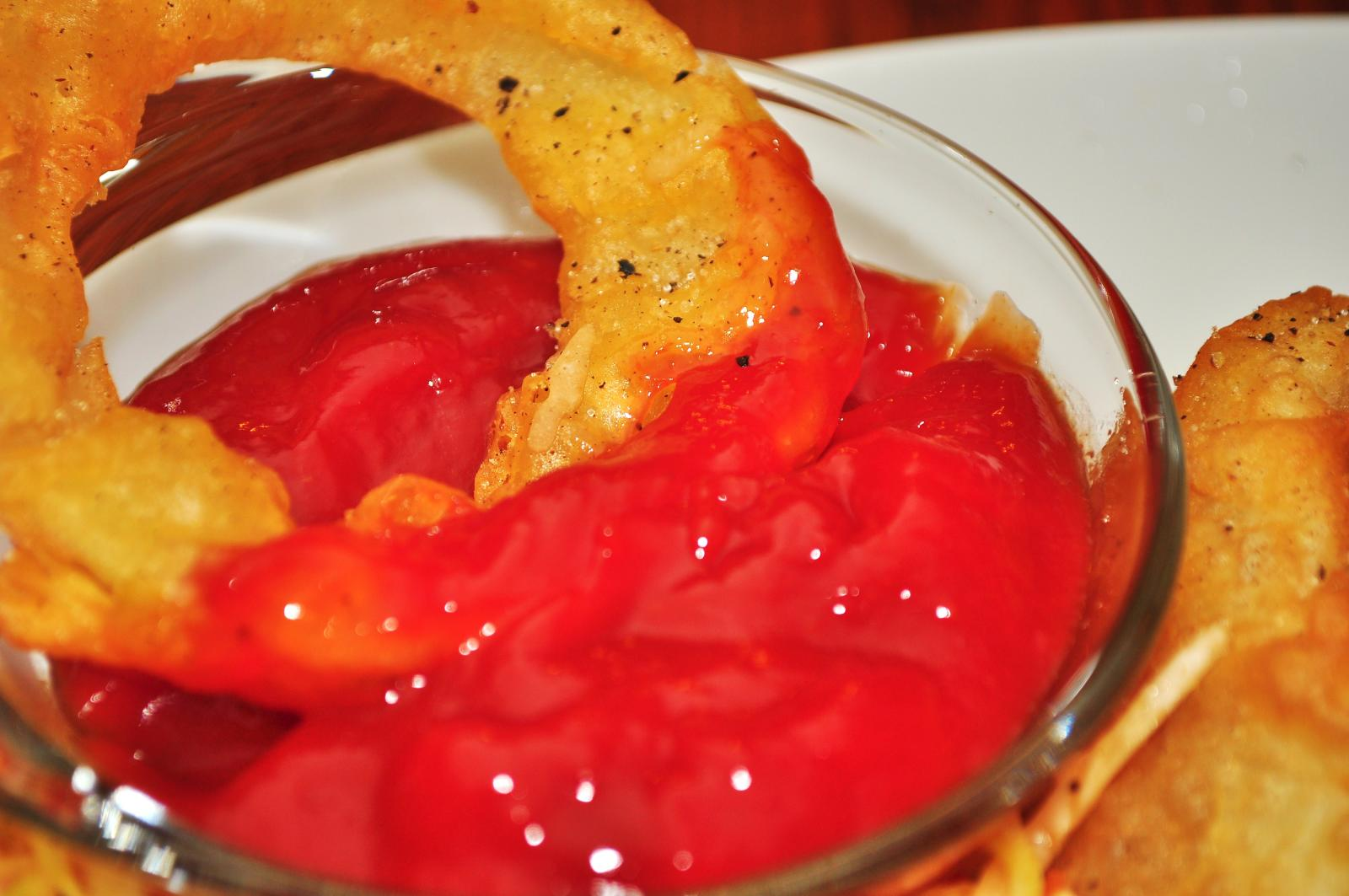
ケチャップにつけたオニオンリング
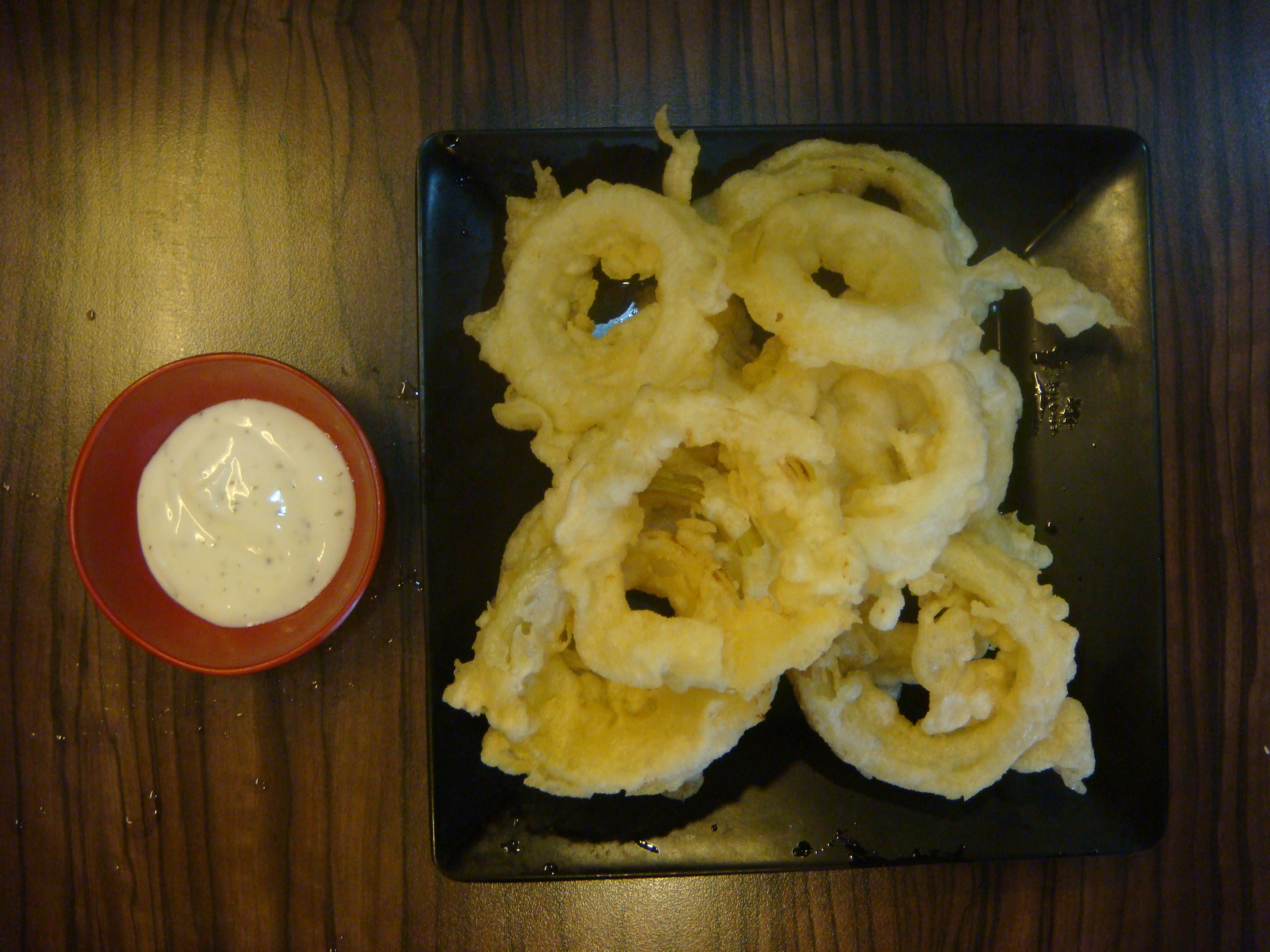
フィリピンのオニオンリング

## 作り方

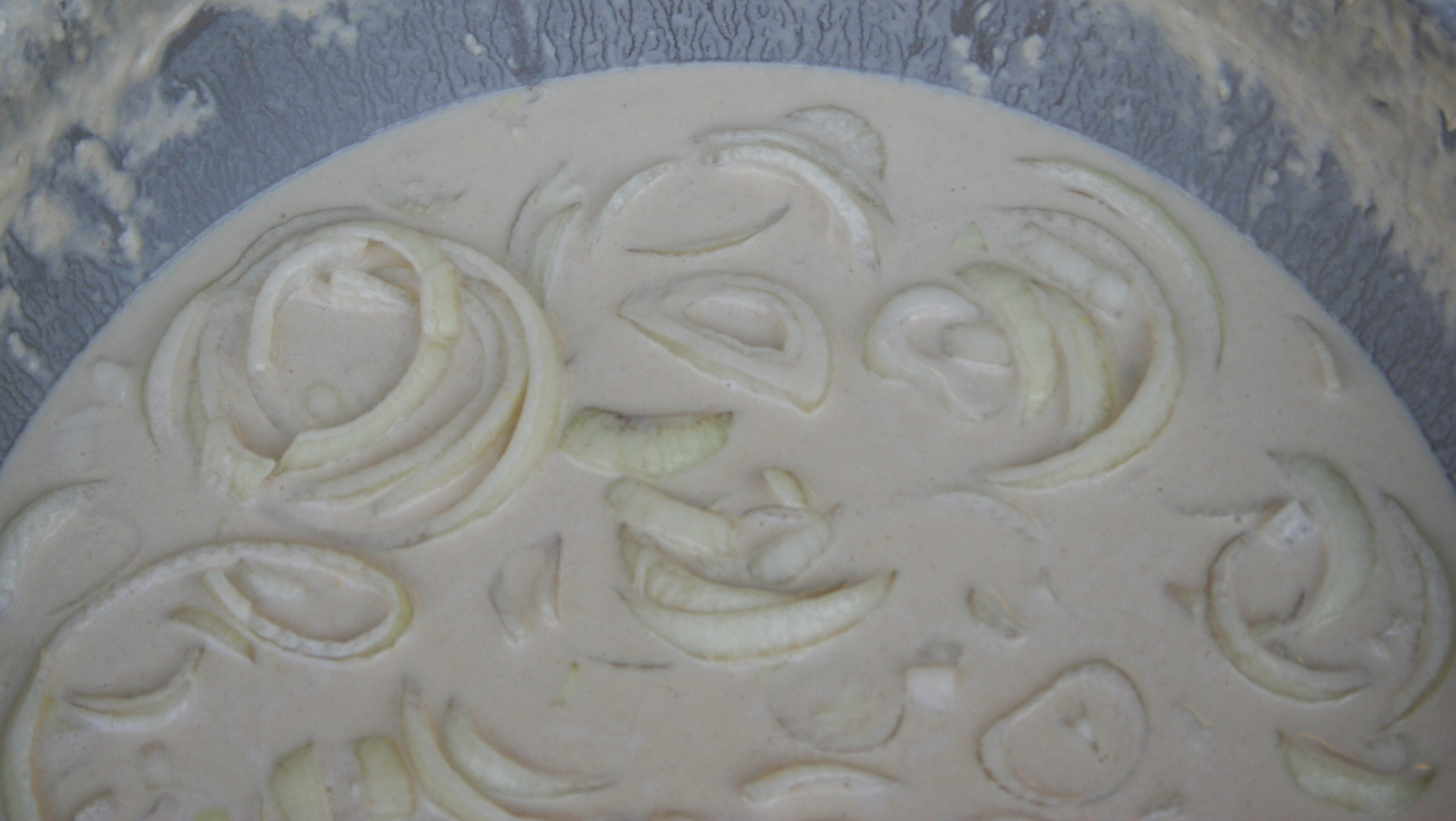
バッター液（衣）に浸ったタマネギ

材料はタマネギのほか、衣となるバッター液などを用いる。タマネギを輪切りにして衣をつけ、油で揚げることで作る。水の代わりに炭酸水を用いることで、中に含まれるガスが一気に蒸発しサクサクに仕上がる。

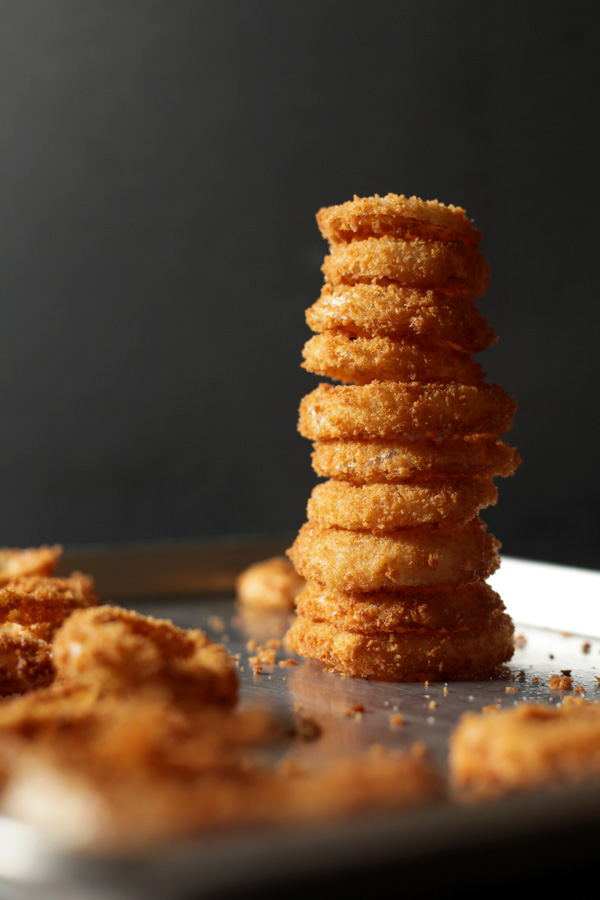
オニオンリングタワーの例

盛り付けの際に真ん中の穴に軸となるストローなどを通し、オニオンリングを塔状に重ねながら立体的に盛り付けたものはオニオンリングタワーと呼ばれ、居酒屋などで見られる。